# Monica
Monica  è un nome proprio di persona italiano femminile.

## Varianti
- Maschili: Monico[4]

### Varianti in altre lingue
- Basco: Monike[5]
- Catalano: Mònica[2][5]
- Ceco: Monika[2]
- Croato: Monika[2]
- Danese: Monika[2]
  - Ipocoristici: Mona[2]
- Esperanto: Moniko
- Finlandese: Monika
- Francese: Monique[2][3][4]
- Inglese: Monica[2][4]
- Irlandese: Moncha[6]
- Latino: Monica[1][2]
- Lettone: Monika[2]
- Norvegese: Monika[2] (Nynorsk), Monica (Bokmål)
  - Ipocoristici: Mona[2]
- Polacco: Monika[2]
- Portoghese: Monica[2], Mônica[2]
- Rumeno: Monica[2]
- Slovacco: Monika[2]
- Sloveno: Monika[2]
- Spagnolo: Mónica[2][5]
- Svedese: Monika[2]
  - Ipocoristici: Mona[2]
- Tedesco: Monika[2]
- Ungherese: Mónika[2]
- Valenzano: Mònica

## Origine e diffusione

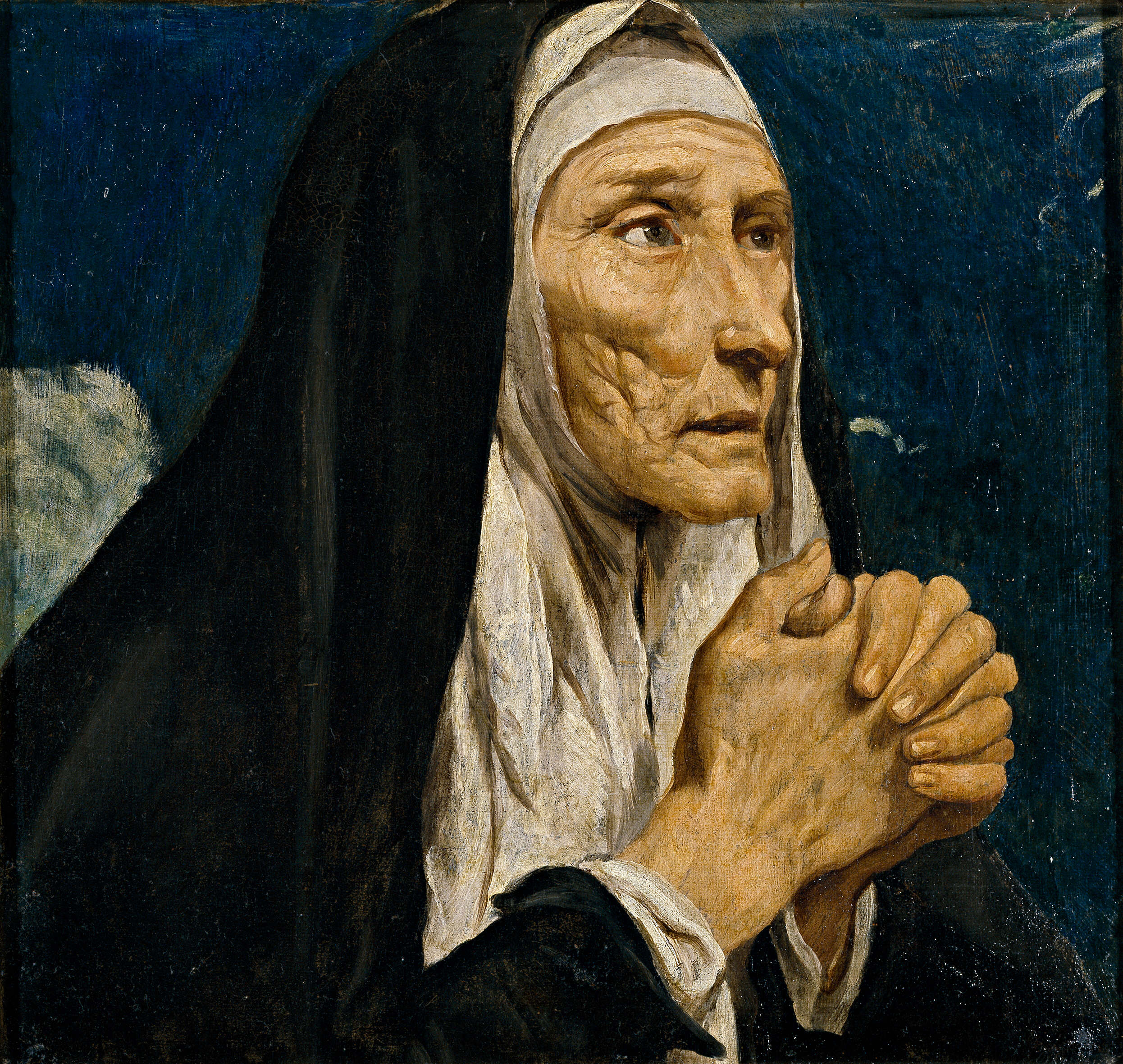
Santa Monica dipinta da Luis Tristán

Questo nome ebbe la sua prima diffusione in ambienti cristiani grazie alla devozione verso santa Monica, la madre di sant'Agostino; la donna era di origine berbera, nata a Tagaste in Numidia, ma cittadina cartaginese secondo alcuni racconti, e questo, assieme alla forma originaria del nome, Monnica, indica che probabilmente esso ha radici puniche, fenicie o comunque nordafricane ormai indecifrabili. Il nome si alterò in Monica, perdendo una n, per associazione con il termine greco μονος (monos, "uno", "solo") o con il suo derivato μονακε (monake, "solitario", "monaco", "eremita"), a cui viene tuttora ricondotto paretimologicamente da alcune fonti; altro termine a cui viene talvolta associato è il latino moneo ("consigliere").
In Italia, il nome fu di moda a partire dagli anni 1960, sia per imitazione dell'uso in altre lingue, sia per la fama di varie dive di successo, e ad oggi è diffuso soprattutto nella forma Monica, anche se si registra l'uso di Monika nelle zone bilingui e occasionalmente altrove (i relativi maschili, attestati, sono comunque rarissimi). In Scandinavia venne reso celebre da un film di Ingmar Bergman del 1953, Monica e il desiderio, raggiungendo i vertici della classifica dei nomi più usati negli anni sessanta e settanta.

## Onomastico
L'onomastico si festeggia il 27 agosto (4 maggio in alcuni calendari) in onore di santa Monica, madre di sant'Agostino. Si ricorda con questo nome anche una beata, Monica Pichery, martire con altre compagne ad Avrillé.

## Persone

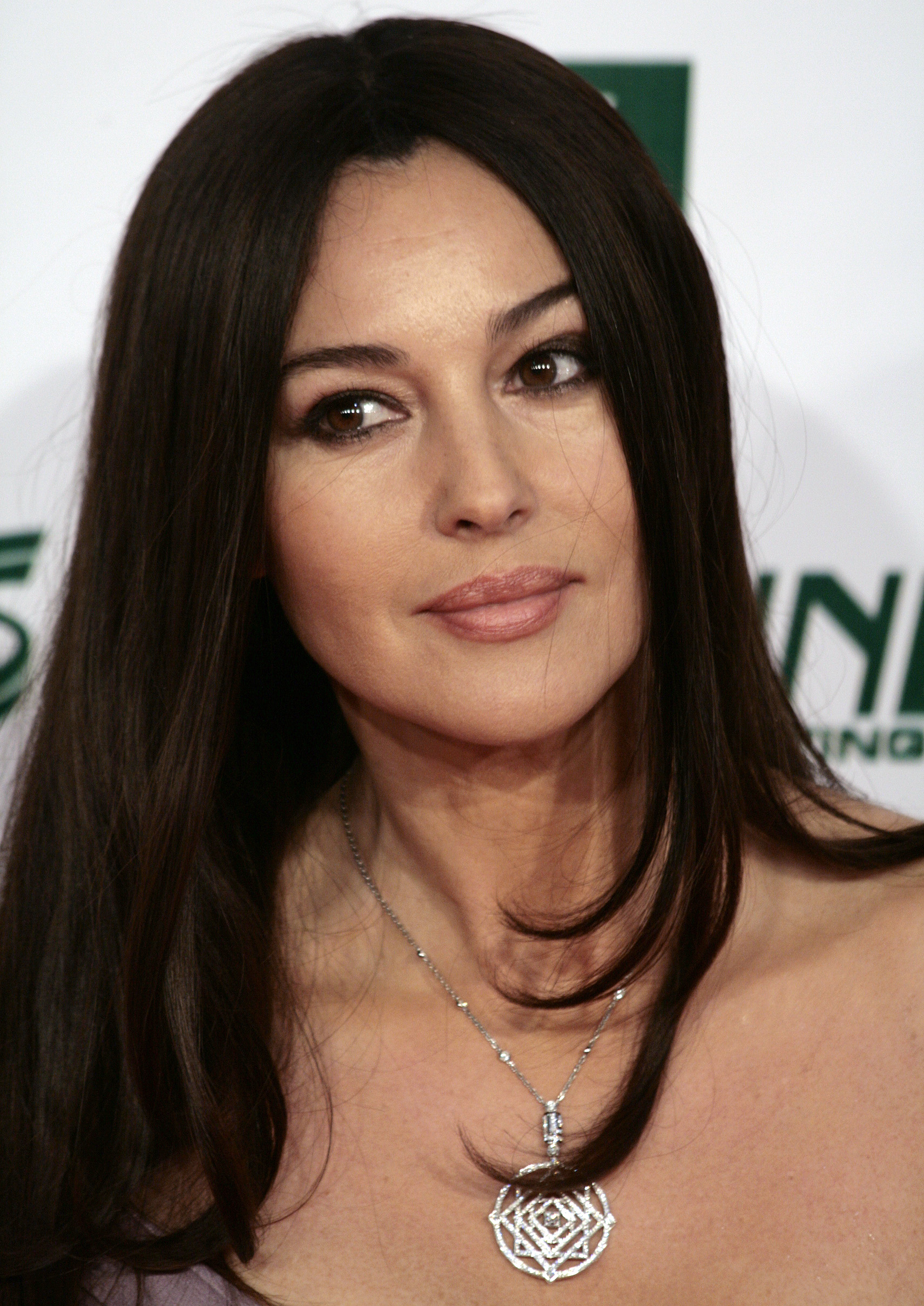
Monica Bellucci

- Monica Bellucci, attrice e modella italiana
- Monica Bertolotti, doppiatrice e direttrice del doppiaggio italiana
- Monica Bîrlădeanu, attrice rumena
- Monica Frassoni, politica italiana
- Monica Guerritore, attrice italiana
- Monica Keena, attrice e modella statunitense
- Monica Lewinsky, psicologa statunitense
- Monica Lovinescu, giornalista, scrittrice, critica letteraria e commentatrice radio rumena
- Monica Niculescu, tennista rumena
- Monica Scattini, attrice italiana
- Monica Seles, tennista jugoslava naturalizzata statunitense
- Monica Vitti, attrice italiana
- Monica Ward, doppiatrice e direttrice del doppiaggio italiana

### Variante Monika

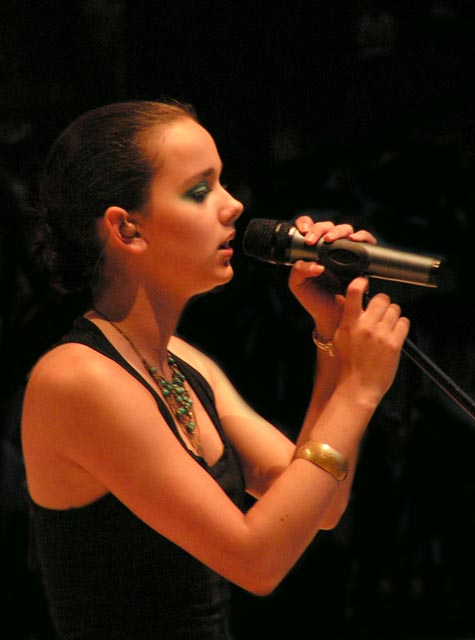
Monika Brodka

- Monika Bergmann, sciatrice alpina tedesca
- Monika Berwein, sciatrice alpina tedesca occidentale
- Monika Brodka, cantante polacca
- Monika Hess, sciatrice alpina svizzera
- Monika Jagaciak, modella polacca
- Monika Kaserer, sciatrice alpina austriaca
- Monika Mann, scrittrice tedesca
- Monika Soćko, scacchista polacca
- Monika Springl, sciatrice alpina tedesca
- Monika Zehrt, atleta tedesca orientale

### Variante Mónica
- Mónica Cervera, attrice spagnola

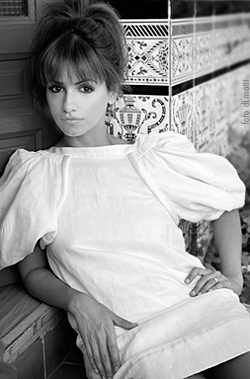
Mónica Cruz

- Mónica Cruz, ballerina, attrice e cantante spagnola
- Mónica Naranjo, cantante spagnola
- Mónica Spear, modella venezuelana

### Variante Mônica
- Mônica Carvalho, attrice brasiliana

### Variante Monique
- Monique, cantante lituana

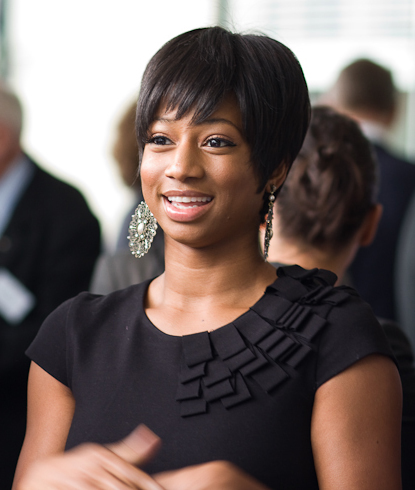
Monique Coleman

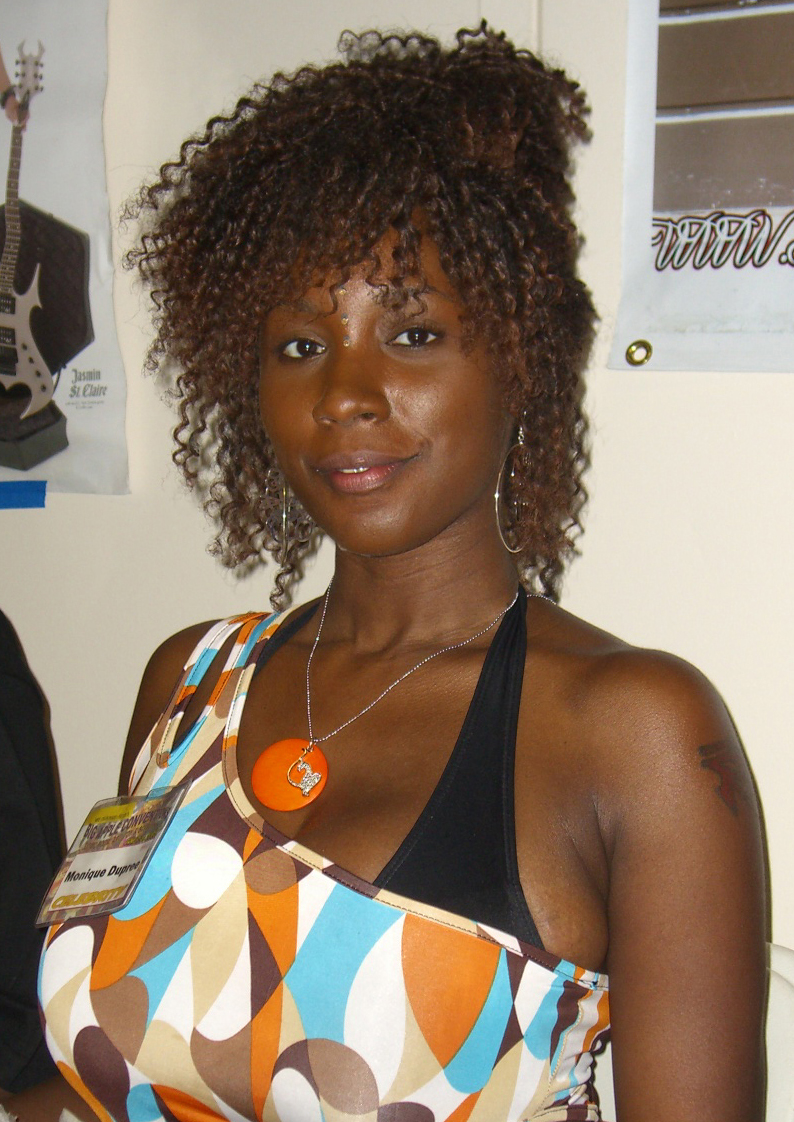
Monique Dupree

- Monique Alexander, pornoattrice statunitense
- Monique Boucher, modella francese
- Monique Chiron, modella francese
- Monique Coleman, attrice statunitense
- Monique Dupree, attrice, modella e cantante statunitense
- Monique Éwanjé-Épée, atleta francese
- Monique Haas, pianista francese
- Monique Henderson, atleta statunitense
- Monique Hennagan, atleta statunitense
- Monique Kavelaars, schermitrice canadese
- Monique Laederach, scrittrice svizzera
- Monique Lemaire, modella francese
- Monique Negler, modella francese
- Monique Pistolato, scrittrice italiana
- Monique Uldaric, modella francese
- Monique van der Vorst, ciclista su strada e triatleta olandese
- Monique Wittig, poetessa, saggista, teorica femminista e docente universitaria francese

## Il nome nelle arti
- Monica è un personaggio del film del 1952 Monica e il desiderio, diretto da Ingmar Bergman.
- Mónica Aguilar è un personaggio della telenovela per ragazzi Soy Luna.
- Monica Dawson è un personaggio della serie televisiva Heroes.
- Monica Gallagher è un personaggio della serie televisiva statunitense Shameless.
- Monica Geller è un personaggio della serie televisiva statunitense Friends.
- Monica Kruszewski è un personaggio della serie manga e anime Code Geass: Lelouch of the Rebellion.
- Monica Liverani è un personaggio della fiction Tutti pazzi per amore.
- Monica Reyes è un personaggio della serie televisiva X-Files
- Monique Sparvieri è un personaggio del film del 1997 Monica la Mitraille, diretto da Pierre Houle.
- Monica Velour è un personaggio del film del 2010 Monica Velour - Il grande sogno, diretto da Keith Bearden.
- Monica Raybrandt è un personaggio del videogioco Dark Chronicle